# Saint-Jacques-de-Néhou
Saint-Jacques-de-Néhou är en kommun i departementet Manche i regionen Normandie i norra Frankrike. Kommunen ligger i kantonen Saint-Sauveur-le-Vicomte som tillhör arrondissementet Cherbourg. År 2022 hade Saint-Jacques-de-Néhou 629 invånare.

## Befolkningsutveckling
Antalet invånare i kommunen Saint-Jacques-de-Néhou
| Referens: INSEE |